# Zornia baliensis
Zornia baliensis är en ärtväxtart som beskrevs av Robert H Mohlenbrock. Zornia baliensis ingår i släktet Zornia och familjen ärtväxter. Inga underarter finns listade i Catalogue of Life.